# Scroll Lock

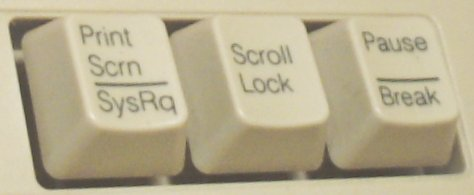
De Scroll Lock-toets in het midden.

Scroll Lock (in het Nederlands ook wel schuifvergrendeling genoemd) is een toets (met eventueel een bijhorende led) op een toetsenbord van een computer. Wat deze toets doet hangt af van de software die gebruikt wordt. In veel grafische gebruikersomgevingen heeft deze toets geen functie.
De scroll lock is een overblijfsel van het originele IBM PC-toetsenbord. In het oorspronkelijke ontwerp was de scroll lock bedoeld om het gedrag van de pijltjestoetsen te veranderen. Wanneer scroll lock aan stond, zouden de pijltjestoetsen de inhoud van een tekstvenster verschuiven. In deze zin heeft scroll lock een functie gelijkaardig aan die van de Num Lock en de Caps Lock: hij maakt een tweede functionaliteit van een aantal toetsen mogelijk.
Tegenwoordig is dit gebruik van scroll lock zeldzaam. Een computerprogramma dat scroll lock nog op deze manier gebruikt is Microsoft Excel. In moderne grafische gebruikerinterfaces is het schuiven van de inhoud van een venster mogelijk gemaakt met andere dingen zoals schuifbalken.
In het programma Xfire wordt scroll lock gebruikt in combinatie met andere toetsen om bijvoorbeeld screenshots en footage te maken in games die op dat moment gespeeld worden.
In veel tekstterminals, waaronder Linux-tty's, wordt scroll lock gebruikt om schermuitvoer te pauzeren.
In FreeBSD en andere BSD's heeft scroll lock nog steeds dezelfde functionaliteit als in het originele ontwerp van IBM.
Het toetsenbord van een Apple Macintosh heeft geen scroll lock. Op deze computers dienen twee speciale toetsen om de inhoud van een venster te laten scrollen (zonder de invoegpositie te veranderen). Deze komen in de plaats van de Page Up- en Page Down-toetsen van IBM PC-toetsenborden, en hebben als symbool een verticaal pijltje met twee horizontale lijntjes erdoorheen. De scroll lock kan soms wel aanstaan bijvoorbeeld in Excel. Deze kan worden aan- en uitgezet met de functietoets F14.
Heeft men een softwarematig bediende KVM-switch, dan wordt vaak scroll lock gebruikt om van computer te veranderen. De fabrikanten van KVM-schakelaars kozen voor deze toets omdat die vrijwel voor niets anders wordt gebruikt.

## Toetsenbord
Op een IBM/Windows-toetsenbord (QWERTY) is het een van de drie toetsen voor systeemverzoeken: